# Geltenhorn
Geltenhorn är en bergstopp i Schweiz.   Den ligger i distriktet Sion och kantonen Valais, i den sydvästra delen av landet, 70 km söder om huvudstaden Bern. Toppen på Geltenhorn är 3 065 meter över havet, eller 353 meter över den omgivande terrängen. Bredden vid basen är 3,5 km.
Terrängen runt Geltenhorn är huvudsakligen bergig, men den allra närmaste omgivningen är kuperad. Närmaste större samhälle är Sion, 13,2 km söder om Geltenhorn. 
I omgivningarna runt Geltenhorn växer i huvudsak blandskog. Runt Geltenhorn är det tätbefolkat, med 709 invånare per kvadratkilometer.